# Castoraeschna decurvata
Castoraeschna decurvata – gatunek ważki z rodziny żagnicowatych (Aeshnidae). Występuje na terenie Ameryki Południowej.